# 911
سنة 911 م كانت سنة بسيطة تبدأ يوم الثلاثاء (الرابط يظهر نموذج التقويم الكامل للسنة) من التقويم اليولياني. بدأت تسمية السنة ب911 منذ العصور الوسطى المبكرة، عندما أصبح تقويم أنو دوميني هو الأسلوب السائد في أوروبا لتسمية السنوات.

## وفيات
- أبو عبد الله الشيعي
- ابن الراوندي
- سرجيوس الثالث
- لودفيش الطفل
- ويلفريد الثاني (كونت برشلونة)
- يحيى بن الحسين إمام يمني (0859-0911)